# 封锡盛
封锡盛（1941年—），汉族，辽宁海城人，中国水下机器人专家，中国科学院沈阳自动化研究所水下机器人研究室副主任、博士生导师。第九、十、十一届全国政协委员。

## 生平
1965年9月毕业于哈尔滨工业大学工业电气化与自动化专业，1999年当选中国工程院信息与电子工程学部院士。
2008年，当选第十一届全国政协委员，代表科学技术界，分入第三十组。